# اچ‌ام‌ان‌زداس هینائو (پی۳۵۵۶)
اچ‌ام‌ان‌زداس هینائو (پی۳۵۵۶) (به انگلیسی: HMNZS Hinau (P3556)) یک کشتی بود که طول آن 27 metres بود.